# Nyikopol
Nyikopol (ukránul: Нікополь vagy Никопіль) egy százezer fős nagyságú város Ukrajna Dnyipropetrovszki területén, a Nyikopoli járás székhelye. Neve az ógörög Νικόπολις (Nikópolisz) szóból ered, amelynek jelentése: A győzelem városa. A Dnyeper egyik fontos kikötővárosa, és vasúti csomópont, mivel a Zaporizzsja–Krivij Rih-vasútútvonalon található. A város alsó részénél található egy gát, mivel a Kahovkai-víztározó közelében helyezkedik el. A daruk, csövek és fémötvözeteken kívül a város nagy részben építőanyagokat és ruhákat, vasötvözetek, acélcsöveket, és mezőgazdasági gépek is előállít, továbbá nagy szerepet játszik a város iparában az élelmiszer-termelés és a sörfőzés is.

## Történelme[3][4]

### Középkor
A régészet során a kutatók megtalálták a újkőkorszak (i. e. 4000), a bronzkor (i. e. 3000–1000), a szkíta települések és temetkezések maradványait (i. e. 5–3. század), valamint a szarmaták (i. e. 2. század – i sz. 2. század) idejéből, és a csernyahivi kultúrából származó (i. sz. 2–4. század) leleteket is. A város helyén a görögök átkelőhelye volt, messze a szárazföldtől. Sós mocsarak voltak itt, amelyek a Krímtől Kijevig terjedtek. A 9–11. században a vidék a besenyők birtoka volt, a 11. század közepétől egészen 1237-ig a kunoké, majd 1237 és 1395 között a tatároké. A 14. század végén a Nogaji Kánsághoz tartozó földeket elfoglalták Vytautas litván nagyfejedelem csapatai. Ebben az időszakban már kereskedelem folyt itt. A város része volt annak az útvonalnak, ami a Don folyó melletti Azov városától a Dnyeszter folyó melletti Akkerman városáig vezetett, és amely a selyemút része volt.

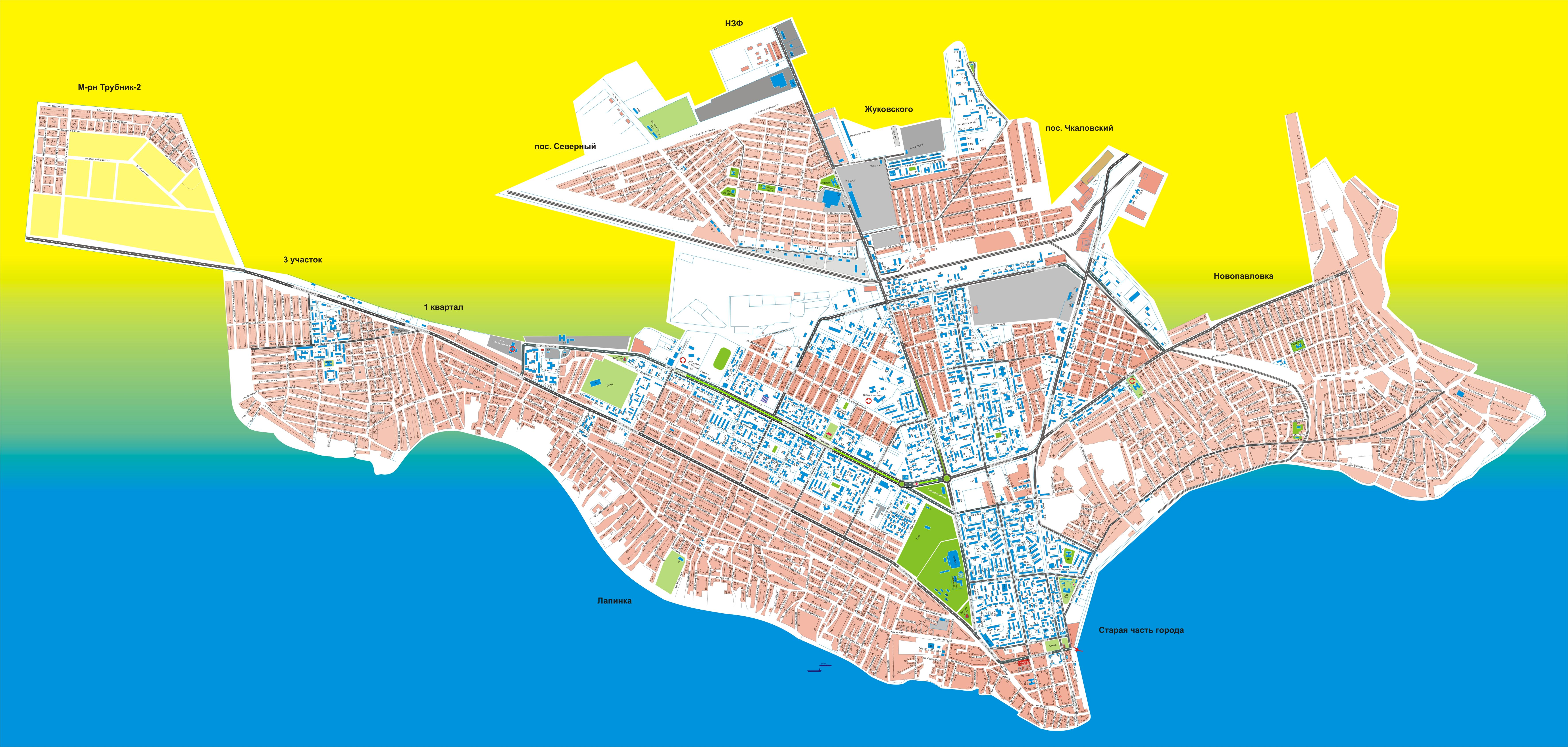
A város térképe

### Újkor
A 16. században Mikitin Rih nevű hajószállító cég indult meg itt, és a 17. század első részében megalakult egy Mikitine nevű település. Amiután az orosz hadsereg 1775-ben feloszlatta a Zaporozsjei Hadat, egy Szlovjanszk nevű település alapult meg Mikitne közelében. 1782-ben átnevezték Nyikopolra. A csumákok, akik ukrán áruszállítók voltak, átmentek Nyikopolon a Krím felé tartó útjukon. Ahogy a 19. század elején a népesség rohamosan nőtt, a vásárok száma is nőtt. Az 1800-as évek elején 3 kovácsműhely, 11 kocsma és 31 bolt volt a városban, és évente 4 vásárt rendeztek. 1810-ben megnyílt az első iskola, és 1834-ben megalapították a Szabad Tengerészek Műhelyét. 1847-ben kötött ki Luba az első gőzhajó, amely az Odessza–Nikopol–Alekszandrovszk útvonalon közlekedett. Az 1853–56-os krími háború során Nyikolaj Pirogov sebész megalapította a nyikopoli 30. sz. katonakórházat. Az Irgalmas Nővérek rendje sikeresen kigyógyított 3800 sebesült és beteg katonát az 5000-ből. 1860-ban már volt itt 2 ortodox templom, egy zsinagóga és egy imádkozóterem, valamint 2 sörfőzde és 2 téglagyár. A Nikopoli manganitbányák 1886-os megnyitását követően a város kohászati és gépgyártási ipara is rohamosan megnövekedett. 1903-ban nyitották meg a Krivij Rih–Nyikopol–Alekszandrovszk-vasútvonalat. A város 1941. augusztus 17. és 1944. február 8. között német megszállás alatt volt.

### Független Ukrajna (1991–)
A 90-es évek gazdasági összeomlása Nyikopolnak sem tett jót. Az emberek és családok életszínvonalának és biztonságának romlása, valamint a vásárlóerő-csökkenés és munkanélküliség miatt a város népessége 1992 és 1998 között 15 000 fővel csökkent, amely az akkori népesség körülbelül 10%-a volt. Az évszázad végén Nyikopol Ukrajna egyik leggyorsabban elnéptelenedő városai közé tartozott. 2014-ben ledöntöttek a városban egy Lenin-szobrot. A 2022-es orosz invázió alatt több rakétatámadás is érte a várost.

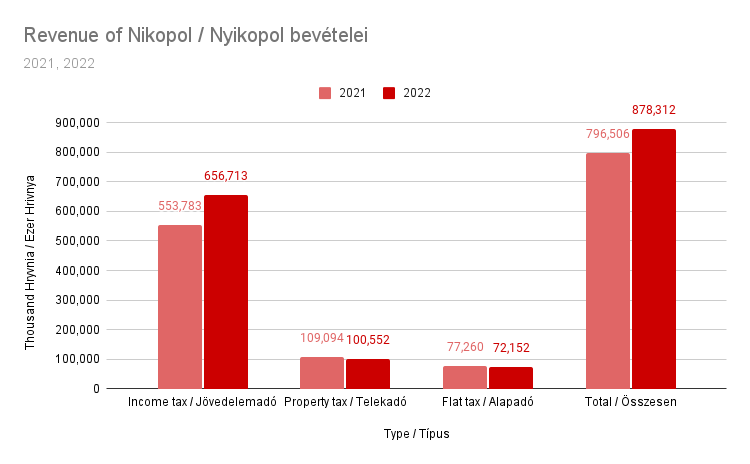
Nyikopol bevételei 2021-ben és 2022-ben

## Sport
1972-ben alapították a város első focicsapatát, amelyet 1972 és 1992 között a Kolosznak, 1992 és 2001 között Metalurh-nak, 2001-től pedig Electrometalurh NZF-nek hívnak. A másik csapata a Nyikopol FC.

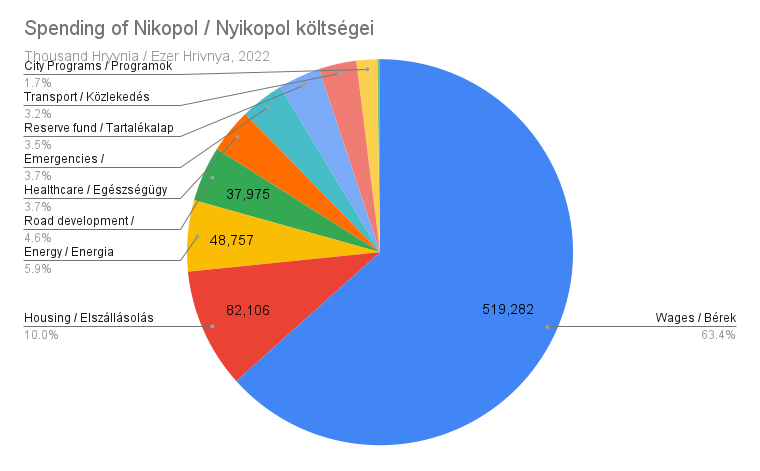
Nyikopol költségvetése 2022-ben

## Közlekedés
A városnak van saját buszhálózata, továbbá vasútállomása és kikötője is. A H23-as autópálya elhalad Nikopol mellett. Dnyipro (a területközpont) 125 km-re található Nyikopoltól, és a H23-as és H8-as autópályákkal érhető el.

## Népessége[4][9]
Az 1750-70-es években körülbelül 40 család élt itt. 1781-ben a város népessége 1008 fő, az 1800-as években pedig már 3660 fő volt. Az 1860-as évek elején a város 1229 házában 7650 ember lakott. 1897-ben már 8100-an laktak itt, és 154 műhely működött.

A város népessége, mint a legtöbb ukrán városé, folyamatosan csökken. 1989-ben még 157 608 ember lakott itt, 2022-ben már csak 105 160.
A népesség nemzetiség szerint (2001):
- Ukránok: 71,3%
- Oroszok: 26,6%
- Fehéroroszok: 0,7%
- Egyéb: 1,4%

## Éghajlat
| Hónap                         | Jan. | Feb. | Már. | Ápr. | Máj. | Jún. | Júl. | Aug. | Szep. | Okt. | Nov. | Dec. | Év   |
| ----------------------------- | ---- | ---- | ---- | ---- | ---- | ---- | ---- | ---- | ----- | ---- | ---- | ---- | ---- |
| Átlagos max. hőmérséklet (°C) | 0,3  | 1,0  | 6,6  | 15,3 | 22,2 | 25,9 | 28,6 | 28,1 | 22,0  | 14,7 | 6,4  | 1,5  | 14,5 |
| Átlaghőmérséklet (°C)         | −2,4 | −2,2 | 2,6  | 10,2 | 16,5 | 20,4 | 22,8 | 22,1 | 16,4  | 10,0 | 3,4  | −1,0 | 10,0 |
| Átlagos min. hőmérséklet (°C) | −4,8 | −4,8 | −0,5 | 5,7  | 11,0 | 15,1 | 17,1 | 16,1 | 11,4  | 6,0  | 0,8  | −3,3 | 5,9  |
| Átl. csapadékmennyiség (mm)   | 35   | 35   | 33   | 37   | 39   | 56   | 40   | 32   | 39    | 34   | 42   | 40   | 463  |
| Átl. páratartalom (%)         | 86   | 83   | 79   | 71   | 69   | 74   | 75   | 74   | 79    | 83   | 88   | 85   | 79   |
| Havi napsütéses órák száma    | 47   | 68   | 130  | 185  | 277  | 271  | 279  | 259  | 161   | 111  | 42   | 34   | 1864 |
| Forrás:                       |      |      |      |      |      |      |      |      |       |      |      |      |      |

## Testvérvárosok

### Testvérvárosok
- Lloydminster, Kanada

### Partnervárosok
- Csiatura, Grúzia
- Kotor, Montenegró
- Toledo, Ohio, Egyesült Államok
- Zimnicea, Románia